# 二七纪念堂
二七纪念堂位于河南省郑州市钱塘路中段82号，是为纪念京汉铁路总工会成立及二七大罢工而建。

## 简介
二七纪念堂所在地前身为普乐园，是京汉铁路总工会成立大会旧址。纪念堂于1951年9月动工，1952年11月落成，1953年2月7日正式启用。建筑总占地面积6440平方米，建筑面积3917平方米，分主楼和南北配楼，均为二层砖木结构建筑。主楼为一所能容纳1500多人的会议厅，正面高14米，宽27米，深57米，青砖垒砌，屋面红瓦覆盖，正中上方为堂徽，下是二七罢工铸铁浮雕。南楼为二七史迹陈列馆，建筑面积为435平方米，北楼为活动楼。
2006年，二七纪念堂与二七纪念塔一同被列入第六批全国重点文物保护单位。